# 王皓 (1989年)
王皓（1989年2月18日—），男，河南洛阳人，中国足球运动员。现效力中国足球超级联赛球队北京国安，司职中场。

## 生平

### 俱乐部生涯
2001年，王皓加盟北京国安梯队，并在2009年被提升进入一队。2010年，他入选由北京国安二队组成的卫星球队北京国安精英参加新加坡职业足球联赛以增加比赛经验。3月12日，王皓第一次亮相职业联赛，帮助北京国安精英客场3比1击败芽笼联。7日后，他在北京国安精英主场4比1击败内政联的比赛中射进职业生涯的首个进球。他在2011赛季为北京国安精英联赛出场30次，射进6球。
2011年，王皓回归北京国安报名参加中国足球超级联赛，但在2011赛季只能在预备队联赛中出场。2012年7月18日，他在2012年中国足协杯第四轮北京国安主场6比0击败青岛中能的比赛中替补弗雷德里克·卡努特出场，首次代表国安队亮相职业比赛。 2013年3月8日，王皓在2013年中国足球超级联赛第一轮北京国安主场4比1击败上海东亚的比赛第84分钟替补王晓龙出场，第一次在中超联赛登场。